# 멀구슬나무과
멀구슬나무과(-----科, 학명: Meliaceae 멜리아케아이[*])는 무환자나무목의 과이다.
온대에서 열대에 걸쳐 50속의 약 550종 가량이 분포하고 있는데, 한국에서는 멀구슬나무·참죽나무 등의 2속 2종이 알려져 있다.
주로 교목 또는 관목이지만, 종에 따라서는 초본인 것도 있다. 잎은 깃꼴 겹잎으로, 대부분 어긋나며 턱잎이 없다. 꽃은 방사대칭인 양성화로, 보통 원추꽃차례를 이룬다. 이 때, 각각의 꽃은 4-5개씩의 꽃받침조각과 꽃잎을 가지는데, 수술의 수는 그 2배이며, 특히 수술대는 서로 합쳐져 통 모양의 단체 수술을 이룬다. 씨방은 상위로, 그 안은 2-5개의 방으로 나뉘어 있다. 열매는 공 모양의 핵과나 액과 또는 날개가 있는 건조과가 된다.

## 하위 분류
- 님나무속(Azadirachta A.Juss.)
- 멀구슬나무속(Melia L.)
- 참죽나무속(Toona M.Roem.)
- Aglaia Lour.
- Anthocarapa Pierre
- Aphanamixis Blume
- Astrotrichilia (Harms) T.D.Penn. & Styles
- Cabralea A.Juss.
- Calodecaryia Leroy
- Capuronianthus J.-F.Leroy
- Carapa Aubl.
- Cedrela P.Browne
- Chisocheton Blume
- Chukrasia A.Juss.
- Cipadessa Blume
- Dysoxylum Blume
- Ekebergia Sparrm.
- Entandrophragma C.DC.
- Guarea Allemão ex L.
- Heckeldora Pierre
- Heynea Roxb.
- Humbertioturraea J.-F.Leroy
- Khaya A.Juss.
- Lepidotrichilia (Harms) T.D.Penn. & Styles
- Leplaea Vermoesen
- Lovoa Harms
- Malleastrum (Baill.) J.-F.Leroy
- Munronia Wight
- Naregamia Wight & Arn.
- Neobeguea J.-F.Leroy
- Neoguarea (Harms) E.J.M.Koenen & J.J.de Wilde
- Nymania Lindb.
- Owenia F.Muell.
- Pseudobersama Verdc.
- Pseudocedrela Harms
- Pseudoclausena T.Clark
- Pterorhachis Harms
- Quivisianthe Baill.
- Reinwardtiodendron Koord.
- Ruagea H.Karst.
- Sandoricum Cav.
- Schmardaea H.Karst.
- Soymida A.Juss.
- Sphaerosacme Wall. ex M.Roem.
- Swietenia Jacq.
- Synoum A.Juss.
- Trichilia P.Browne
- Turraea L.
- Turraeanthus Baill.
- Vavaea Benth.
- Walsura Roxb.
- Xylocarpus J.Koenig